# Циноглоссовые
Циногло́ссовые, или косоротовые, или левосторонние морские языки, или морски́е языки́ (лат. Cynoglossidae) — семейство лучепёрых рыб отряда камбалообразных. Семейство включает 3 рода и 138 видов морских и пресноводных рыб, распространённых в тропических и субтропических регионах.
У циноглоссовых рыло крюковидно изогнуто, вследствие чего рот дугообразно искривлён. Тело обычно низкое, удлинённое, языковидное, на боках имеется по 2—3 боковые линии или вовсе нет боковой линии. Глаза расположены на левой стороне. Концы спинного и анального плавников слиты с хвостовым, имеющим приостренную форму. Грудных плавников нет, брюшной один, непарный, расположен по средней линии брюха. Циноглоссовые распространены преимущественно в тропических, отчасти в субтропических, водах, некоторые виды живут в эстуариях и заходят в реки; есть и пресноводные виды.
Большинство видов — мелкие рыбы, до 15—30 см длины. Некоторые достигают, однако, больших размеров: например, индийские двухлинейная и длинная циноглоссы (Cynoglossus bilineatus, Cynoglossus lingua) — до 42—46 см, а крупнейшая из всех — китайская мелкочешуйная циноглосса (Cynoglossus abbreviatus) — до 56 см.
Циноглоссы — роющиеся в грунте донные рыбы, питающиеся главным образом полихетами, мелкими моллюсками, ракообразными, амфиподами, кумацеями.
Несмотря на малые размеры, циноглоссы, вместе с солеевыми, являются местами важным промысловым объектом. В Индии промышляют в основном циноглосс 10—13 см длины, одним из основных видов является малабарская циноглосса (Cynoglossus semifasciatus), достигающая длины 17 см. Циноглосс ловят преимущественно закидными неводами и заготовляют в соленом и сушеном виде.